# قفقاز (استان آمور)
قفقاز (به لاتین: Kavkaz) یک منطقهٔ مسکونی در روسیه است که در استان آمور واقع شده‌است.